# Ayaz, Serinhisar
Ayaz là một xã thuộc huyện Serinhisar, tỉnh Denizli, Thổ Nhĩ Kỳ. Dân số thời điểm năm 2010 là 305 người.